# Кастельно-Монратьє
Кастельно́-Монратьє́ (фр. Castelnau-Montratier) — колишній муніципалітет у Франції, у регіоні Окситанія, департамент Лот. Населення — 1885 осіб (2011).
Муніципалітет був розташований на відстані близько 520 км на південь від Парижа, 75 км на північ від Тулузи, 22 км на південь від Каора.

## Історія
До 2015 року муніципалітет перебував у складі регіону Південь-Піренеї. Від 1 січня 2016 року належав до нового об'єднаного регіону Окситанія.
1 січня 2017 року Кастельно-Монратьє і Сент-Алозі було об'єднано в новий муніципалітет Кастельно-Монратьє-Сент-Алозі.

## Демографія
Динаміка населення (INSEE ):
Розподіл населення за віком та статтю (2006):
| Стать | Всього | До 15 років | 15-24 | 25-44 | 45-64 | 65-85 | Понад 85 |
| --- | ------ | ----------- | ----- | ----- | ----- | ----- | -------- |
| Чоловіки | 887    | 133         | 68    | 198   | 275   | 189   | 24       |
| Жінки | 978    | 140         | 60    | 202   | 260   | 268   | 48       |
| \| Статево-вікова піраміда \| Статево-вікова піраміда \| Статево-вікова піраміда \| \| ----------------------- \| ----------------------- \| ----------------------- \| \| Чоловіки \| Вік \| Жінки \| \| 24 \| 85 + \| 48 \| \| 36 \| 80-84 \| 65 \| \| 52 \| 75-79 \| 77 \| \| 40 \| 70-74 \| 69 \| \| 61 \| 65-69 \| 57 \| \| 73 \| 60-64 \| 69 \| \| 69 \| 55-59 \| 57 \| \| 81 \| 50-54 \| 61 \| \| 52 \| 45-49 \| 73 \| \| 57 \| 40-44 \| 61 \| \| 65 \| 35-39 \| 77 \| \| 40 \| 30-34 \| 44 \| \| 36 \| 25-29 \| 20 \| \| 20 \| 20-24 \| 20 \| \| 48 \| 15-20 \| 40 \| \| 69 \| 10-14 \| 52 \| \| 48 \| 5-9 \| 52 \| \| 16 \| 0-4 \| 36 \| |        |             |       |       |       |       |          |
| Статево-вікова піраміда |        |             |       |       |       |       |          |
| Чоловіки | Вік    | Жінки       |       |       |       |       |          |
| 24 | 85 +   | 48          |       |       |       |       |          |
| 36 | 80-84  | 65          |       |       |       |       |          |
| 52 | 75-79  | 77          |       |       |       |       |          |
| 40 | 70-74  | 69          |       |       |       |       |          |
| 61 | 65-69  | 57          |       |       |       |       |          |
| 73 | 60-64  | 69          |       |       |       |       |          |
| 69 | 55-59  | 57          |       |       |       |       |          |
| 81 | 50-54  | 61          |       |       |       |       |          |
| 52 | 45-49  | 73          |       |       |       |       |          |
| 57 | 40-44  | 61          |       |       |       |       |          |
| 65 | 35-39  | 77          |       |       |       |       |          |
| 40 | 30-34  | 44          |       |       |       |       |          |
| 36 | 25-29  | 20          |       |       |       |       |          |
| 20 | 20-24  | 20          |       |       |       |       |          |
| 48 | 15-20  | 40          |       |       |       |       |          |
| 69 | 10-14  | 52          |       |       |       |       |          |
| 48 | 5-9    | 52          |       |       |       |       |          |
| 16 | 0-4    | 36          |       |       |       |       |          |

## Економіка
2010 року серед 1050 осіб працездатного віку (15—64 років) 730 були активними, 320 — неактивними (показник активності 69,5%, у 1999 році було 68,6%). З 730 активних мешканців працювало 666 осіб (360 чоловіків та 306 жінок), безробітними було 64 (26 чоловіків та 38 жінок). Серед 320 неактивних 78 осіб було учнями чи студентами, 157 — пенсіонерами, 85 були неактивними з інших причин.

У 2010 році в муніципалітеті числилось 832 оподатковані домогосподарства, у яких проживали 1828,5 особи, медіана доходів виносила 15 393 євро на одного особоспоживача